# 天津泰达足球俱乐部2012赛季
天津泰达足球俱乐部2012赛季，将记录天津泰达足球俱乐部2012赛季亚冠联赛、中超联赛和足协杯赛的比赛结果以及球队人员情况。该赛季是中国足球职业化以来天津队第17次征战中国顶级联赛，亦是第9次连续征战中国足球超级联赛。本赛季亦是天津队继2009赛季以来第三次征战亚冠联赛。

## 赛季介绍
2012赛季，天津泰达足球俱乐部历史上第三次参加亚足联冠军联赛，在2011年12月6日举行的抽签仪式上，天津泰达队和2011年日本职业足球联赛亚军名古屋鲸鱼队、2011年韩国足总杯冠军城南一和天马队以及2010－11年澳洲职业足球联赛亚军球队中部海岸水手队分在同一小组。
球队在原有球员基础上引进了内援周燎和惠家康以及外援苏穆利科斯基、阿尔斯、戈扬、米兰·苏萨克和索杰。
2012年2月25日，天津泰达在广州大学城中心区体育场2012年中国足球协会超级杯1:2负于2011年中国足球超级联赛冠军广州恒大，获得超级杯亚军，未能在新赛季的首场正式比赛中取得开门红。

## 2012年中国足球协会超级杯
中国超霸杯将在2012年重启，并更名为中国足球协会超级杯，比赛时间确定为2月25日，即联赛开始前一周，地点在广州大学城中心区体育场。
| 2012年2月25日 | 广州恒大                                                    | 2 - 1 | 天津泰达                      | 广州                                                |
| 14:00 UTC+8   | 克莱奥 2' · 赵旭日 42' · 克莱奥 48' · 秦升 79' · 冯潇霆 87' |       | 苏穆利科斯基 31' · 王新欣 83' | 場館： 大学城中心区体育场 入場人數： 11,123 ： 谭海 |

## 2012年中国足球超级联赛
| 2012年3月11日 | 天津泰达                                             | 1 - 0 | 大连阿尔滨                       | 天津                                       |
| 19:35 UTC+8   | 阿尔斯 82' · 李玮锋 23' · 聂涛 45' · 阿科普·索杰 88' |       | 赵和靖 11' · 卡纳莱斯 13' · 陈雷 | 場館： 泰达足球场 入場人數： 7,979 ： 马宁 |

| 2012年3月16日 | 青岛中能                                                           | 2 - 1 | 天津泰达                               | 青岛                                       |
| 19:35 UTC+8   | 朱建荣 4' · 郭亮 37' · 栗鹏 45' · 李壮飞 64' · 刘健 83' · 宋博 93' |       | 苏穆利科斯基 71' · 索杰 81' · 聂涛 83' | 場館： 天泰体育场 入場人數： 8,225 ： 范崎 |

| 2012年3月25日 | 天津泰达            | 0 - 0 | 江苏舜天 | 天津                                       |
| 19:35 UTC+8   | 王新欣 44' · 惠家康 |       | 耶夫蒂奇 | 場館： 泰达足球场 入場人數： 9,823 ： 马力 |

## 2012年中国足协杯
由于获得2012年亚冠联赛参赛资格，天津泰达队将直接进入十六强（第四轮）。

## 2012年亚足联冠军联赛

### 分组赛
| 2012年3月7日 G组 | 天津泰达 | 0 - 0     | 中岸水手              | 天津, 中国 |
| 20:00 UTC+8      |          | 报告 统计 | 博吉奇 54' · 亚当 67' | 場館： 泰达足球场 入場人數： 19,800 ： AL HILALI ABDULLAH MOHAMED MASOUD ： HAMED SULAIMAN MARHOUN AL MAYAHI ， AL HINAI KHALID NASSER HASHIL ： YAQOOB SAID ABDULLAH ABDUL BAQI |

| 2012年3月21日 G组 | 城南一和天马 | 1 - 1     | 天津泰达                                                 | 南城, 韩国 |
| 19:00 UTC+9       | 韩成云 14'   | 报告 统计 | 何杨 10' · 白岳峰 37' · 李玮锋 57' · 戈扬 69' · 曹阳 72' | 場館： 炭川综合运动场 入場人數： 2,553 ： ABDULLAH DOR MOHAMMAD BALIDEH ： RAMZAN SAEED M A AL-NAEMI, TALEB SALEM H A AL-MARRI ： KHAMIS MOHAMED K A AL-KUWARI |